# Blasphemy
Blasphemy är ett black metal-band från Kanada som grundades år 1984 i Burnaby.

## Medlemmar
Nuvarande medlemmar
- Nocturnal Grave Desecrator and Black Winds (Gerry Joseph Buhl) – basgitarr (1984–1991), sång (1984–1993, 1993– )
- 3 Black Hearts of Damnation and Impurity (Sean Stone) – trummor (1984–1993, 1999– )
- Caller of the Storms (Geoff Drakes) – gitarr (1984–1993, 1999– )
- DeathLörd of Abomination & War Apocalypse (Ryan Förster) – gitarr (1999– )

Tidigare medlemmar
- Black Priest of the 7 Satanic Blood Rituals (Blake Cromwell) – gitarr (1985–1989, 1991–1993)
- The Traditional Sodomizer of the Goddess of Perversity (Marco Banco) – gitarr (1989–1991)
- Ace Gestapo Necrosleezer and Vaginal Commands – basgitarr (1991–1994), sång (1993–1994)
- Bestial Saviour of the Undead Legions (Kelly Solar) – basgitarr (1999–2003)

Turnerande medlemmar
- The Festering Arsonist (Aaron Crimeni) – gitarr (1993)
- V. Kusabs (Phil Kusabs) – basgitarr (2009– )
- Vaz – trummor (2012–2018)
- K. (Kadeniac) – basgitarr (2017)
- Nocturnal Hellfuker (Kevin Schreutelkamp) – trummor (2018– )

## Diskografi
Demo
- 1989 – Blood Upon the Altar
- 2001 – Die Hard Rehearsal
- 2018 – Victory (Son of the Damned)
- 2018 – Promo Tape
- 2018 – Promo Tape 2
- 2018 – Blood upon the Soundspace
- 2019 – Promo Tape 3

Studioalbum
- 1990 – Fallen Angel of Doom
- 1993 – Gods of War

Livealbum
- 2001 – Live Ritual: Friday the 13th
- 2016 – Desecration of São Paulo - Live in Brazilian Ritual Third Attack
- 2019 – Desecration of Belo Horizonte - Live in Brazilian Ritual Fifth Attack

Samlingsalbum
- 2017 – Rehearsal
- 2018 – Live Ritual: Friday the 13th / Victory (Son of the Damned) (2 x kassett box)
- 2018 – Blood upon the Altar / Blood upon the Soundspace (2 x kassett box)

Video
- 2015 – Brazilian Ritual - Third (delad video: Blasphemy / Revenge / Goatpenis / Bestymator, DVD)